# ایندیا آمارتایفیو
ایندیا آمارتایفیو (انگلیسی: India Amarteifio) بازیگر بریتانیایی است. او حرفه بازیگری خود را به عنوان بازیگر کودک در تئاتر وست اند آغاز کرد. در سال ۲۰۲۳، او نقش ملکه شارلوت در مجموعه تلویزیونی نتفلیکس، ملکه شارلوت: داستان بریجرتون را بازی کرد.

## اوایل زندگی
ایندیا آمارتایفیو زادهٔ کینگستون آپون تیمز، انگلستان در ۱۷ سپتامبر ۲۰۰۱ است و در توییکنهام بزرگ شد. پدرش از تبار غنایی و مادرش بریتانیایی است. او در سال ۲۰۱۲ به آکادمی رقص ریچموند پیوست و از طریق آن برای حضور در مدرسه تئاتر سیلویا یانگ بورسیه تحصیلی دریافت کرد.